# Rupert Murdoch
Keith Rupert Dylan Murdoch (Melbourne, 11 marzo 1931) è un editore, imprenditore e produttore televisivo australiano naturalizzato statunitense.
È fondatore e proprietario di un vasto conglomerato economico specializzato nel settore dei mezzi di comunicazione di massa, tra i maggiori del campo a livello mondiale: la News Corp. Forbes stima nel 2022 il suo patrimonio in 22 miliardi di USD: questo fa di lui il 76° uomo più ricco del mondo.
Dopo aver iniziato con giornali, riviste e stazioni televisive nella sua terra natia ossia  Australia, le produzioni di Murdoch si espansero prevalentemente nel Regno Unito e negli Stati Uniti, per poi approdare in quasi tutti gli angoli del pianeta, il suo gruppo editoriale raggiunge ogni giorno circa 4,7 miliardi di persone, i tre quarti della popolazione globale. Negli ultimi anni, Murdoch è diventato uno dei più importanti imprenditori del mondo nel digitale satellitare, nel campo cinematografico e in molte altre forme di media. 
Il 16 novembre 2023 Rupert Murdoch si è dimesso da tutte le cariche operative in Fox e News Corp dopo quasi 70 anni di carriera.

## Biografia

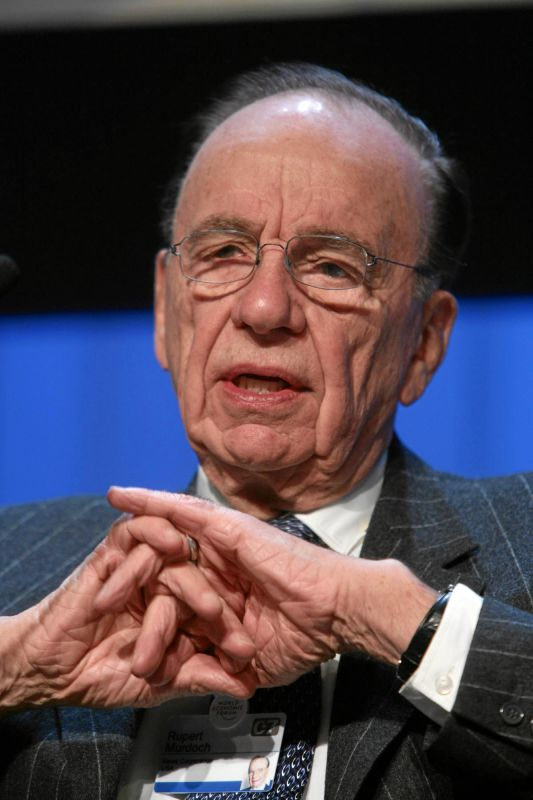
Rupert Murdoch nel 2007

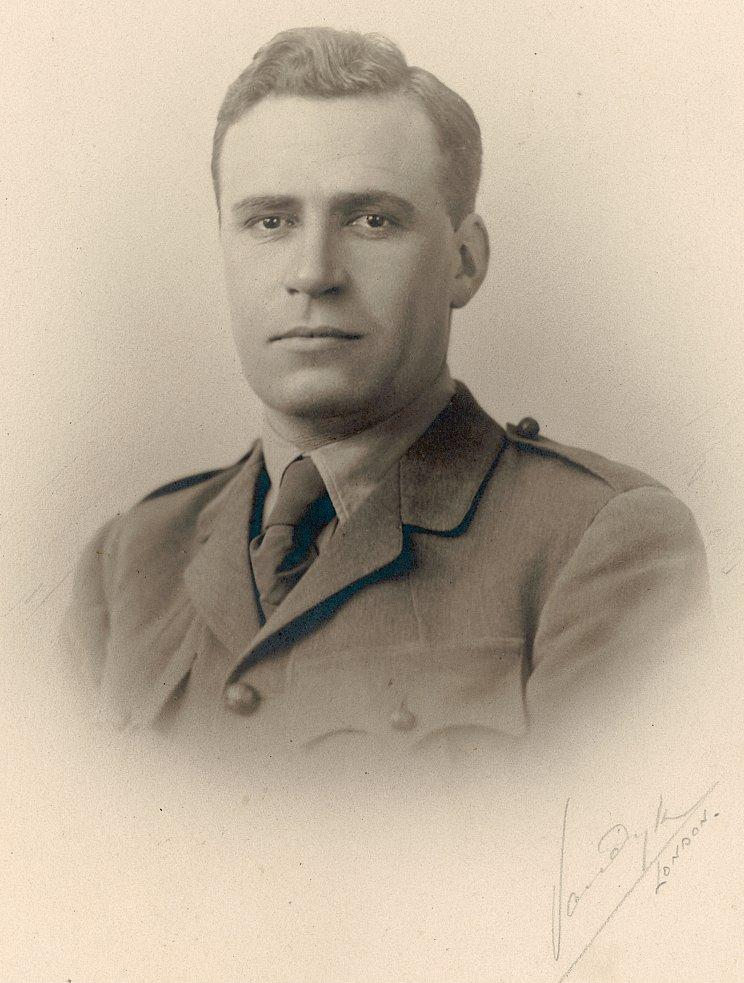
Sir Keith Murdoch, padre di Rupert

Keith Rupert Murdoch nasce a Melbourne da sir Keit Artur (1886-1952), giornalista, e da Elisabeth Green (1909-2012). Sia il nonno Patrick John Murdoch (1850-1940) che il bisnonno James Murdoch (1817-1884) erano pastori presbiteriani. Rupert Murdoch si è sposato quattro volte: nel 1956 si sposò con Patricia Booker (1935-2000), hostess di Melbourne, con cui ha avuto la figlia Prudence Murdoch, nata nel 1958. Dopo il divorzio avvenuto nel 1967, nello stesso anno si sposò con Anna Maria Torv Mann (1944), giornalista del The Daily Telegraph di origini estoni, che gli diede tre figli: Elisabeth Murdoch (1968), Lachlan Murdoch (1971) e James Murdoch (1972). In seguito al divorzio avvenuto nel 1999, Murdoch si è sposato con Wendi Deng, vicepresidente di STAR TV. Da quest'ultimo matrimonio sono nate due figlie, Grace (2001) e Chloe (2003). Nel giugno 2013 divorzia per la terza volta dalla moglie Wendi Deng, con cui stava dal 1999, dopo sei mesi di «divergenze irreparabili». Il 4 marzo 2016 ha sposato la ex fotomodella Jerry Hall.

### Attività imprenditoriale
Dopo la laurea al Worcester College di Oxford, torna in Australia alla morte del padre ed eredita il Melbourne Herald e l'Adelaide News. Nel 1969 torna in Gran Bretagna e compra News of the World e The Sun, pilastri della stampa tabloid. Nel 1976 amplia la sua attività verso gli Stati Uniti, acquistando il New York Post e il New York Magazine. Nel 1981 nuovamente in Gran Bretagna, compra The Times e Sunday Times. Nel 1985, già miliardario, prende la cittadinanza americana e compra gli studi della 20th Century Fox a Hollywood, la catena di tv Metromedia, Tv Guide e la casa editrice Harper Collins. Nel 1989 inizia la sua attività nei media satellitari con Sky Television, che l'anno dopo si fonde con la concorrente British Satellite Broadcasting, dando vita a BSkyB.
Il 20 luglio 2005 Murdoch è diventato proprietario della community online MySpace,, che ha rivenduto nel giugno 2011 a Specific Media. Altro grosso acquisto nel 2007, quando rileva dalla famiglia Bancroft il gruppo Dow Jones e il Wall Street Journal, il quotidiano finanziario più noto e autorevole al mondo. L'espansione planetaria dell'attività imprenditoriale di Murdoch, come spesso accade per chi si occupa di media, coincide con l'instaurarsi di rapporti con la politica.

### Attività politica
Nei primi anni 1990 appoggia i governi di Margaret Thatcher e John Major, pronto però a sostenere il laburista Tony Blair durante la crisi irachena, contrastando l'ostilità della BBC. Durante l'ultima campagna elettorale, appoggia David Cameron. A metà degli anni ottanta, dopo aver acquisito la cittadinanza statunitense, entra con forza nella scena mediatico-politica americana: fa nascere il network Fox. Nel frattempo amplia la sua influenza mediatica anche a Oriente: nel 1993 si assicura la quota di maggioranza dell'emittente satellitare Star Tv.

### Attività in Italia

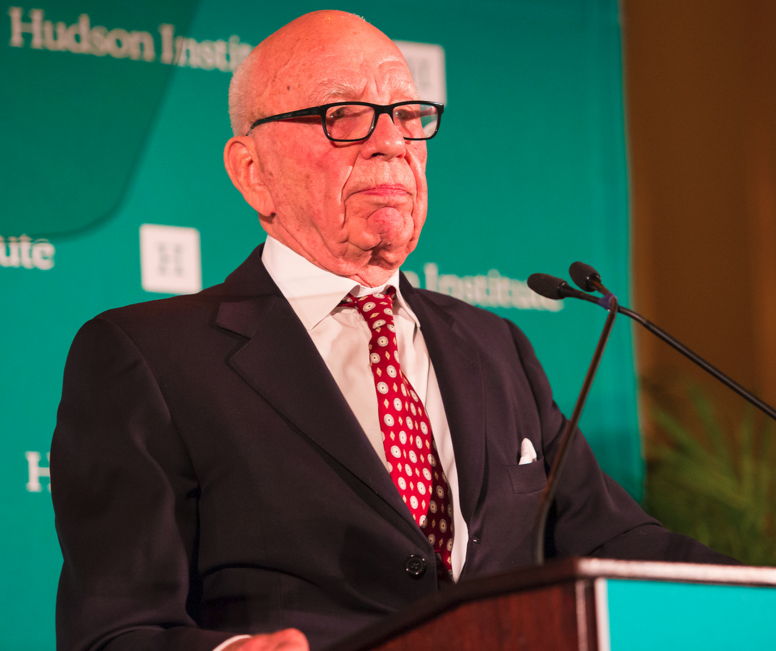
Murdoch nel novembre 2015

Nella storia della forte espansione con cui lo 'Squalo dai denti lunghi', come lo definì una volta il suo rivale tedesco Leo Kirch, ha messo in piedi il suo colosso mediatico, numerose sono anche le attività in Italia. Rupert Murdoch inizia nel 1999 con la scelta di Letizia Moratti come presidente della News Corp Europe, seguita da una ridda di voci, sempre smentite, di una possibile cessione di una quota di Mediaset da parte di Berlusconi all'imprenditore australiano. Anche in Italia Murdoch ha obiettivi ambiziosi: punta ad acquistare i diritti pay di tutto il campionato di calcio, ma l'iniziativa non va in porto perché il governo fissa per legge un tetto del 60% del calcio per le TV a pagamento. Una norma antitrust facilita l'esistenza di due piattaforme digitali, Tele+ e Stream di cui Murdoch acquista a maggio del 1999 una quota del 35%, che poi salirà al 50%.
Nel 1998 tenta anche, invano, la scalata di Telemontecarlo (che nel 2001 diventerà LA7). Il 30 ottobre 2001, in una conferenza stampa al seguito di un CdA della S.S. Lazio S.p.A., fu indicato come possibile acquirente del 10% del pacchetto azionario della stessa Lazio; data l'amicizia con l'allora presidente Cragnotti e l'interesse economico di costruire uno Stadio di proprietà che avrebbe portato alla creazione di numerose possibilità in campo televisivo ed editoriale. A causa però dell'abbandono del "progetto Stadio", causato dal rifiuto del Comune di Roma della disponibilità della concessione edilizia - fatto in cui fu coinvolto anche Salvatore Ligresti - la questione si concluse.
Nel 2002 acquista anche Tele+ per 900 milioni di euro (470 milioni in contanti e 430 milioni in debiti). Nel luglio 2003 Stream e Tele+ si fondono: nasce così Sky Italia. Con 4 milioni 700 000 abbonati e un fatturato da 2,8 miliardi di euro, Sky è oggi attore di primo piano nel mercato della TV italiana e protagonista di una competizione soprattutto con il gruppo Mediaset, cresciuta con forza nella pay tv sul digitale terrestre. Intanto sono frequenti i risvolti politici della competizione tra Murdoch e il gruppo di Silvio Berlusconi: dopo il raddoppio dell'Iva e i tagli ai tetti pubblicitari per la pay tv decisi dal quarto governo Berlusconi, SKY decide di non partecipare al beauty contest (poi annullato) per l'assegnazione di nuove frequenze sul digitale terrestre. Oltre che sul fronte pay-tv, l'azienda di Murdoch ha anche lanciato nel 2009 Cielo, canale gratuito sul DTT.

### Scandalo delle intercettazioni
Nel luglio 2011 il magnate e i suoi giornalisti vengono travolti dallo scandalo delle intercettazioni. Il News of the World, il giornale domenicale da 3 milioni di copie, chiude perché con il consenso del vice-direttore, Andrew Coulson, i giornalisti praticavano intercettazioni telefoniche su attori, calciatori, reali, vip della politica e dello spettacolo, per offrire notizie fresche ai loro lettori.

## I falsi diari di Hitler
Nel 1978 Rupert Murdoch, allora editore del Sunday Times, fu coinvolto nel caso dei famosi falsi diari di Adolf Hitler. Tutto iniziò in Germania dove un giornalista, che scriveva per il tabloid Stern, aveva la passione di collezionare cose e oggetti che erano appartenuti al Führer; un giorno costui conobbe un certo Konrad Kujau, falsario e imbroglione, che aveva l'abilità di imitare alla perfezione quadri di autore e di venderli a prezzi conferibili solo se fossero stati degli autentici capolavori. Kujau aveva anche un altro talento: quello di imitare alla perfezione la grafia altrui.
Egli fece intendere al giornalista dello Stern di essere in possesso di alcuni diari che appartennero ad Adolf Hitler, e i due misero d'accordo per un prezzo di molte migliaia di marchi a diario. Kujau, però, prendeva tempo per scrivere dicendo che questi erano separati in varie parti "segrete" della Germania. All'inizio questi diari erano solo cinque o sei, successivamente iniziarono a moltiplicarsi. Il giornalista da semplice passione aveva intenzione di trasformare in scoop questa "scoperta" facendo spendere al giornale il restante capitale.
Vennero convocati esperti che verificassero l'autenticità dei diari ma, ormai, che fossero veri o falsi non aveva più alcuna importanza: la macchina era già innescata. A questo punto entrò in gioco Rupert Murdoch, allora editore del Sunday Times. Fiutando l'affare, anche lui si era lanciato nella pubblicazione dei diari, senza aspettare il responso di un noto decano di qualche nota università da lui nominato. Quando, successivamente, si accorsero che i diari erano falsi, sia lo Stern che il Sunday Times dovettero retrocedere.

## Società controllate
La News Corporation, chiamata anche gruppo 20th Century Fox, è stata uno dei primi quattro conglomerati mediatici degli Stati Uniti e del mondo.
Successivamente Rupert Murdoch controlla la News Corp e la Fox Corporation, quest'ultima derivata dalla vendita della 21st Century Fox alla Walt Disney Company.

## Vita privata

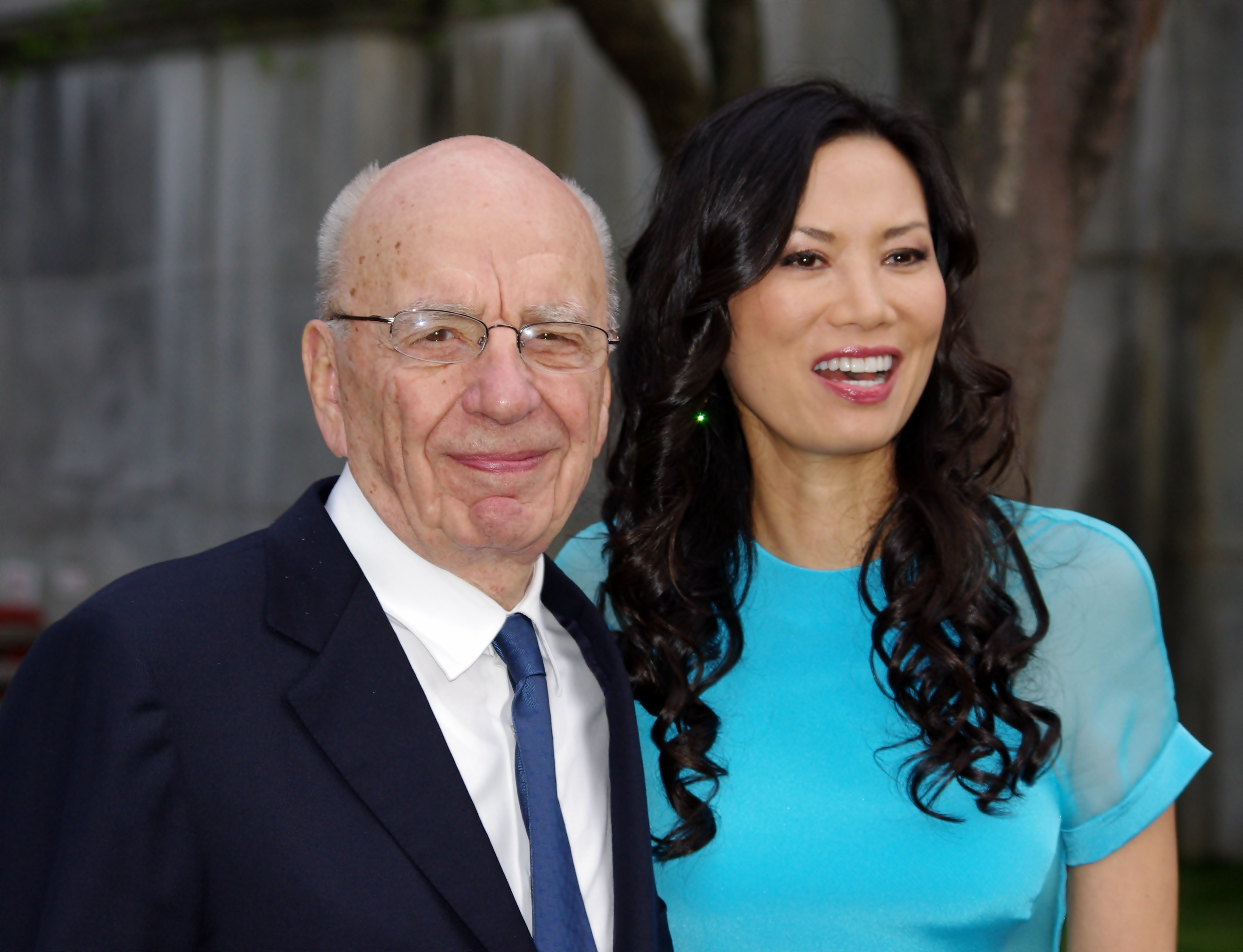
Murdoch con la sua terza moglie, Wendi Deng, nel 2011

Nel 1956, Murdoch sposò Patricia Booker, ex commessa e assistente di volo di Melbourne; la coppia ebbe un'unica figlia, Prudence, nel 1958. I due divorziarono nel 1967.
Nel 1967, Murdoch sposò Anna Torv,  una giornalista di origine scozzese che lavorava per il suo quotidiano di Sydney The Daily Mirror. Nel gennaio 1998, tre mesi prima dell'annuncio della sua separazione da Anna, una cattolica romana, Murdoch fu nominato Cavaliere Commendatore dell'Ordine di San Gregorio Magno (KSG), onorificenza papale conferita da Papa Giovanni Paolo II. Sebbene Murdoch partecipasse spesso alla messa con Torv, non si convertì mai al cattolicesimo. Torv e Murdoch ebbero tre figli: Elisabeth Murdoch (nata a Sydney, in Australia, il 22 agosto 1968), Lachlan Murdoch (nato a Londra, Regno Unito l'8 settembre 1971) e James Murdoch, (nato a Londra il 13 dicembre 1972).  La società di Murdoch ha pubblicato due romanzi di sua moglie: Family Business (1988) e Coming to Terms (1991). Hanno divorziato nel giugno 1999. Anna Murdoch ha ricevuto un risarcimento di 1,2 miliardi di dollari in beni.
Il 25 giugno 1999, 17 giorni dopo aver divorziato dalla sua seconda moglie, Murdoch, all'età di 68 anni, sposò Wendi Deng, nata in Cina. Aveva 30 anni, si era recentemente laureata alla Yale School of Management ed era vicepresidente di nuova nomina della sua STAR TV. Murdoch ha avuto due figlie con lei: Grace (nata nel 2001) e Chloe (nata nel 2003). Verso la fine del suo matrimonio con Wendi, le voci su un legame con l'intelligence cinese (che in seguito si dimostrò infondato) divennero problematiche per la loro relazione. Il 13 giugno 2013, un portavoce della News Corporation ha confermato che Murdoch aveva chiesto il divorzio da Deng a New York City, negli Stati Uniti. Secondo il portavoce, il matrimonio era irrimediabilmente rotto già da più di sei mesi. Murdoch pose fine anche alla sua lunga amicizia con Tony Blair dopo averlo sospettato di avere una relazione con Deng mentre erano ancora sposati

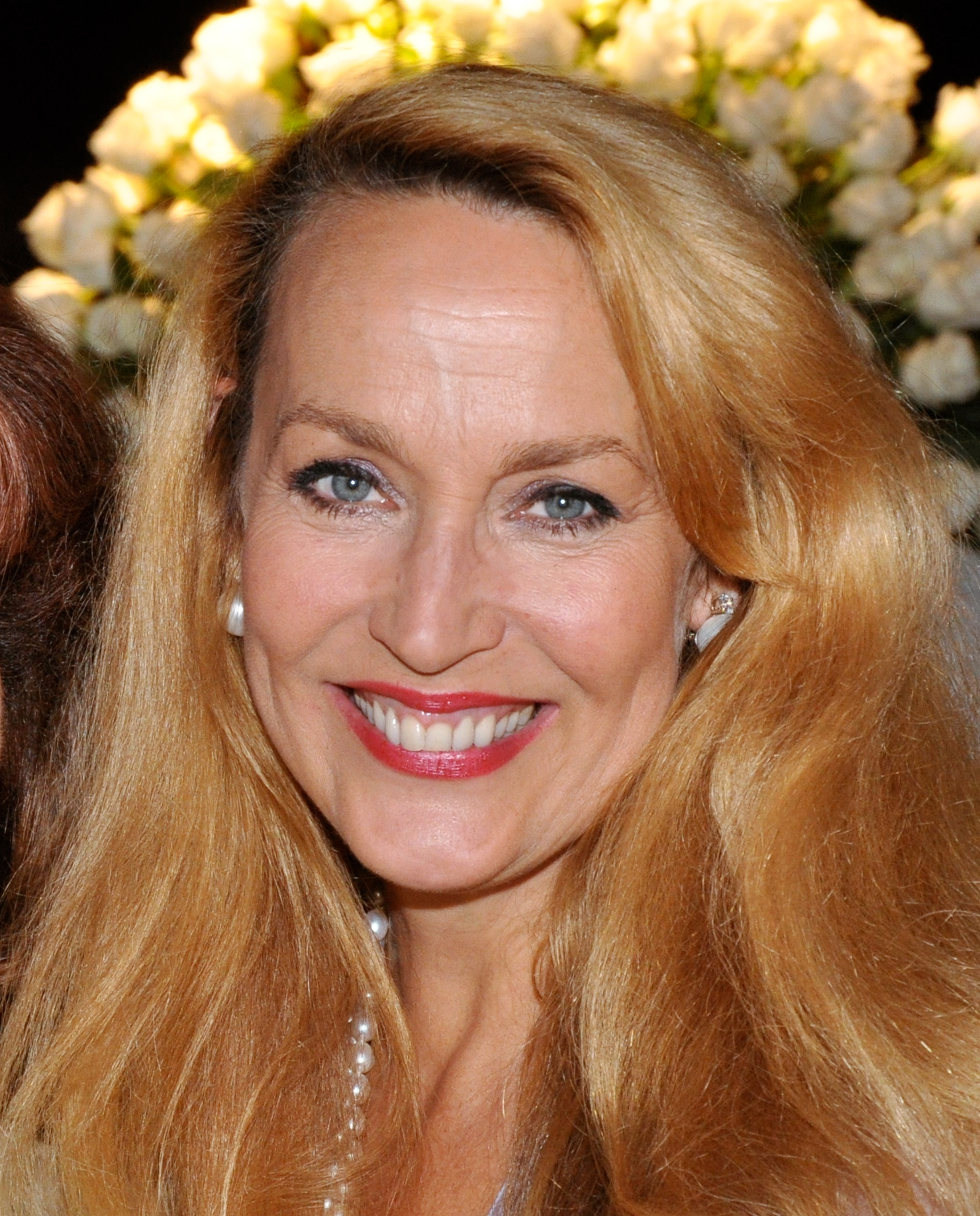
Jerry Hall, sposata da Murdoch nel 2016, fotografata nel 2009

L'11 gennaio 2016, Murdoch ha annunciato il suo fidanzamento con l'ex modella Jerry Hall in un avviso sul quotidiano The Times. Il 4 marzo 2016, Murdoch, una settimana prima del suo 85º compleanno, e la 59enne Hall si sono sposati a Londra, a St Bride's, Fleet Street con un ricevimento alla Spencer House; questo è il quarto matrimonio di Murdoch. Nel giugno 2022, il New York Times ha riferito che Murdoch e Hall stavano per divorziare, citando due fonti anonime. Hall ha chiesto il divorzio il 1º luglio 2022 citando differenze inconciliabili;  il divorzio è stato finalizzato nell'agosto 2022.
Sei mesi dopo il divorzio, nel gennaio 2023,  Murdoch (91 anni) è stato fotografato mano nella mano alle Barbados con la sua nuova "fiamma", Ann-Leslie Smith, 66 anni, vedova della star del country statunitense Chester Smith (1930-2008) e conosciuta ad un evento nel settembre 2022. Le ha chiesto di sposarlo il giorno di San Patrizio. Nell'aprile 2023, due settimane dopo il fidanzamento, Murdoch lo ha improvvisamente annullato. Si dice che la rottura sia stata causata dal disagio di Murdoch per le opinioni religiose di Smith e dalla sua infatuazione per il conduttore di Fox News Tucker Carlson, che si riferiva a lui come "un messaggero di Dio". Carlson fu licenziato da Fox News tre settimane più tardi.
Murdoch si fidanzò nuovamente nel marzo 2024 con la biologa molecolare russa in pensione Elena Zhukova.   Il loro matrimonio si è tenuto nel giugno 2024 nella tenuta di Murdoch in California.